# Giuseppe Barone (pittore)
Giuseppe Barone (Militello in Val di Catania, 2 ottobre 1887 – Catania, 3 gennaio 1956) fu un pittore contemporaneo del XX secolo.

## Biografia
Ha studiato al liceo artistico e appena sedicenne all'Accademia di belle arti di Palermo, allievo di Francesco Lojacono. Cattedra di Figura disegnata era affidata al pittore Luigi Di Giovanni a sua volta discepolo di Domenico Morelli.
Formatosi nell'ambito della pittura di Giovan Battista Filippo Basile, molto rigorosa e realistica nella ricostruzione dei volumi e pervasa dallo spirito documentaristico del naturalismo.
Nel 1927 si trasferì a Catania, esponendo poi in diverse mostre organizzate dal Circolo Artistico di Catania ed in alcune Mostre Sindacali, oltre alla I mostra d'arte Linguaglossa del 1955.
Maestro di Pippo Giuffrida, ha trattato l'affresco nella pittura murale, ricevendo molteplici committenze e lasciando numerose testimonianze negli edifici religiosi della regione.

## Opere

### Agrigento e provincia
- 1936, Ciclo, affreschi raffiguranti episodi di vita di sant'Agostino d'Ippona: la Gloria di sant'Agostino (1936), il Battesimo di sant'Agostino (1942, opere realizzate nella volta della chiesa di San Biagio di Canicattì.

### Catania e provincia
Belpasso 
Duomo di Santa Maria Immacolata:
- 1921, Ciclo, affreschi raffiguranti La Cena attraverso le figure simboliche del Pane Eucaristico e del Calice, Natività e l'Adorazione dei pastori, Cappella del Santissimo Sacramento;
- 1948, Ciclo, affreschi della volta;
- 1948, Martirio di Santa Lucia, olio su tela, absidiola destra, Cappella - cameretta di Santa Lucia;
- 1948, Apparizione di Sant'Agata a Santa Lucia, olio su tela, absidiola destra, Cappella - cameretta di Santa Lucia.

 Caltagirone 
- 1936, San Carlo Borromeo in preghiera, olio su tela commissione del vescovo Giovanni Bargiggia, opera proveniente dalla cattedrale di San Giuliano e custodita nel museo diocesano.
- 1950, Madonna di Fatima, olio su tela, opera custodita nella chiesa di Santa Chiara e Santa Rita.
- 1950c., Ciclo, olio su tela, opere custodite nella Cappella di Santa Rita di Cascia nella chiesa di Santa Chiara e Santa Rita.
- XIX secolo, Sacra Famiglia con San Giuseppe raffigurato nell'atto di svolgere la propria mansione di falegname, olio su tela, opera custodita presso la finestra dell'altare maggiore della chiesa di San Giuseppe.

 Catania 
- 1937, Fede e Speranza, affreschi, opere realizzate nelle lunette della chiesa di San Filippo Neri.
- 1937, Ciclo, affreschi raffigurati i Quattro Evangelisti, al centro della navata la Gloria di Don Bosco, nella lunetta di destra la Speranza e in quella di sinistra la Fede, rappresentate da Madonne sul trono, opere realizzate nella chiesa dei Salesiani di San Gregorio.
- 1938, Martirio di Sant'Agata, affresco, opera realizzata nella cappella eponima della chiesa di San Biagio.
- 1943, Ciclo, apparato decorativo ad olio, opera realizzata per la chiesa del quartiere di Picanello.
- 1944, Ciclo, affreschi raffiguranti l'Apoteosi della Fede, Incoronazione di Maria, Visitazione e Natività riprodotti nella volta, scena nella Cappella del Santissimo Sacramento, opere realizzate nella chiesa di Maria Santissima Bambina di Ognina.
- 1950, Ciclo, affreschi raffiguranti Santa Lucia, opere realizzate nel transetto della chiesa di Santa Lucia di Ognina.

 Militello in Val di Catania 
Chiesa di San Nicolò e del Santissimo Salvatore
- 1916, Ciclo, affreschi su episodi di vita di San Gerardo Maiella: Miracolo di San Gerardo, Ascensione di San Gerardo, Comunione di San Gerardo, Morte di San Gerardo.
- 1950, Ciclo, affreschi raffiguranti scene della vita di San Nicola di Bari e della vita di Gesù: le Tre doti di San Nicolò, Storia di San Nicolò e l'Apoteosi del Santissimo Salvatore - quest'ultimo dalla lunghezza di dieci metri - opere realizzate nella volta e nell'abside.

Santuario di Santa Maria della Stella:
- 1945, Ciclo, affreschi raffiguranti Presentazione al Tempio, Annunciazione, Incoronazione della Beata Vergine, Fuga in Egitto e Apoteosi.

Studi e bozzetti in cartone custoditi nel Museo Civico di Militello o presso privati, fra essi anche il Discorso della montagna mai realizzato.
 Misterbianco 
Chiesa della Madonna delle Grazie:
- 1935, Ciclo, affreschi raffiguranti gli evangelisti Giovanni e Luca realizzati nell'abside.
- 1936, Annunciazione e decorazioni varie, affreschi, opere realizzate con la collaborazione del suo allievo Pippo Giuffrida nella Cappella della Madonna delle Grazie.

Chiesa parrocchiale di Borrello, frazione di Misterbianco:
- 1941, Madonna della guardia, Apparizione, La lava che minacciò Borrello nel 1910, olio su tela.

 Nicolosi 
Duomo dello Spirito Santo:
- 1931 - 1934, Ciclo, affreschi raffiguranti Sant'Antonio e la Pentecoste, opere realizzate nella cupola e abside.
- 1934, Telieri, dipinti ad olio raffiguranti il Cardinale Dusmet fra il popolo dopo la lava, Orazione nell'orto e Deposizione, opere custodite nella Cappella del Santissimo Crocifisso.

 Trecastagni 
- 1945, Sant’Antonio Abate, soggetto dipinto al centro della calotta sferica che sovrasta il presbiterio della chiesa di Sant'Antonio Abate detta del Purgatorio o dei Morti.

 Scordia 
- 1943, Ciclo, affreschi con episodi raffiguranti Cristo Rex Mundi, San Pietro e San Paolo in cornici rotonde in stucco, opere realizzate nella volta della duomo di San Rocco.
- 1943c., Ciclo, affreschi con episodi raffiguranti lo Sposalizio della Vergine e di San Giuseppe,  Sacra Famiglia intenta al lavoro nella bottega del falegname, opere realizzate nella volta della chiesa di San Giuseppe.

### Messina e provincia
- 1938, Ciclo di dipinti, olio su tela raffiguranti Immacolata Concezione, Santa Elisabetta, Anime del Purgatorio, San Giuseppe, Santa Lucia, opere custodite nella chiesa di Santa Maria di Gesù di Messina
- 1939, Sacro Cuore, olio su tela, opera custodita nella concattedrale del Santissimo Salvatore di Messina.

### Palermo e provincia
- 1946 - 1947, San Giovanni Bosco consegna la regola a Maria Mazzarello, pala d'altare ad olio, opera custodita nella chiesa di San Paolo a Borgo Nuovo di Palermo.

### Ragusa e provincia
- 1934, Pietà, affresco e cartone preparatorio per la cappella funeraria del barone Penna a Scicli.

### Siracusa e provincia
- 1921, Ciclo, affreschi raffiguranti Maria Assunta nella gloria dei cieli nel riquadro al centro, la Gloria di Santa Lucia nella volta davanti all'abside, la Chiamata dei primi Apostoli nella volta corrispondente all'organo; intorno i tondi raffiguranti gli Apostoli, Natività del quale è rimasto il bozzetto, opere realizzate nel duomo dell'Immacolata Concezione di Carlentini.
- 1925, Ciclo, affreschi raffiguranti San Matteo, Elia riceve il pane dal corvo e Mosè, opere documentate nella cappella del Seminario Arcivescovile di Siracusa.

## Altro
Elenco tratto da
- 1905, Restauro, studio e copia a matita del Attentato a San Carlo Borromeo di Filippo Paladini proveniente assieme all'Estasi di San Francesco dalla chiesa di San Francesco d'Assisi di Militello in Val di Catania. Dipinti e studi custoditi nel Museo San Nicolò di Militello.
- 1909, Contadinello, disegno.
- 1909, Piccola cucitrice, disegno.
- 1911, Tommaso Cirmeni, notaio, ritratto, olio su tela, autografo con la dicitura "G. Barone 1911".
- 1912, Ostessa, disegno.
- 1912, Viso di giovane donna, olio su tela.
- 1912, Ragazze in chiesa.
- 1912, Monelli, disegno.
- 1913, Bimba, disegno.
- 1914, Donne con scialle, olio su tela.
- 1915, Vecchio marinaio, olio su tela, Museo "Sebastiano Guzzone" di Militello.
- 1915, Piccola lavoratrice, olio su tela, Museo "Sebastiano Guzzone" di Militello.
- 1915, Piccola suonatrice, olio su tela, Museo "Sebastino Guzzone" di Militello.
- 1916c., Ritratto della signora Zuccalà, olio su tela.
- 1916c., Ritratto dell'arciprete Rivela, olio su tela.
- 1916c., Ritratti dei due vescovi Blandini, olio su tela, duomo di San Pietro Apostolo di Palagonia (?).
- 1916c., Ritratto di un prete, olio su tela, duomo di San Pietro Apostolo di Palagonia (?).
- 1916, Fanciullo studio, due disegni.
- 1916, Cartone per affresco, Museo "San Nicolò" di Militello.
- 1916, Putti, olio su tela, Museo "San Nicolò" di Militello.
- 1916, La vestizione per la Messa, in sacrestia, olio su tela, autografo con la dicitura "G. Barone 1916.
- 1920, Nonna.
- 1920, Testa.
- 1921, Angeli in gloria.
- 1923, Bimba dormiente, Museo Civico «Sebastiano Guzzone» di Militello.
- 1923, Francesco Laganà Campisi, ritratto, Museo Civico «Sebastiano Guzzone» di Militello.
- 1923, Pietro Carrera, ritratto, Museo Civico «Sebastiano Guzzone» di Militello.
- 1923, Vincenzo Natale, ritratto, Museo Civico «Sebastiano Guzzone» di Militello.
- 1923, Salvatore Majorana Calatabiano, ritratto, Museo Civico «Sebastiano Guzzone» di Militello.
- 1923, Angelo Majorana Calatabiano, ritratto, Museo Civico «Sebastiano Guzzone» di Militello.
- 1923, Giuseppe Musumeci Ristagno, ritratto, Museo Civico «Sebastiano Guzzone» di Militello.
- 1924, Mia madre, ritratto.
- 1926, Case e paesaggio raffigurante il quartiere Bottazza di Militello, opera custodita nel Museo Civico.
- 1926, Mietitura, acquerello.
- 1926, Paesaggio di Militello, olio su tela.
- 1927, Primavera.
- 1930, Decorazione con figure.
- 1930, Diana con i compagni e paesaggio campestre, casa privata di Catania.
- 1930, Ragazza al balcone, olio, Museo Civico «Sebastiano Guzzone» Militello.
- 1930, Paesaggio di Militello, olio su tela.
- 1930, Sottoscala, olio su tela.
- 1930, Ciaramiddaru, olio su tela.
- 1931, Testina di bimba, olio su tela.
- 1931, Bimba dormiente, olio su tela.
- 1931, Mattino, olio su tela.
- 1931, Marina, olio su tela.
- 1935, Paesaggio etneo n. 1.
- 1937, Mucca nera.
- 1937, Fede, cartone per affresco con prove di colore, Museo Civico «Sebastiano Guzzone» Militello.
- 1938, Sant'Antonio e Figura, cartoni per affresco, Museo Civico «Sebastiano Guzzone» Militello.
- 1938, Crocifissione, archivio fotografico di Agostino Barone.
- 1938, Angeli, Museo Civico «Sebastiano Guzzone» Militello.
- 1939, Pesce.
- 1939, Vaso e limoni, olio.
- 1940, Ragazza.
- 1943, Cavallo morto, disegno.
- 1944, Ragazza, disegno.
- 1946 - 1947, Chiesa di Santa Maria la Vetere, acquerello monocromo, Museo civico "Sebastiano Guzzone" Militello.
- 1947, San Nicolò, bozzetto.
- 1947, Mosè e figure, (cartone),
- 1947, Padre Eterno, cartone per affresco, Museo "San Nicolò" Militello.
- 1947, Franca, olio su tela, archivio fotografico di Agostino Barone.
- 1948, Angeli, cartone per affresco, Museo Civico "Sebastiano Guzzone" Militello.
- 1948, Casetta, olio su tavola.
- 1948, Maria Grazia.
- 1948, Natura morta n. 1.
- 1948, La casa rosa.
- 1949, Santa Lucia, cartone per affresco, Museo Civico "Sebastiano Guzzone" Militello.
- 1950, Militello n. 5, olio su tela.
- 1950, Mucche, olio su tela.
- 1950, Mucca sdraiata, olio su tela.
- 1950, Natura morta n. 2, olio su tela.
- 1950, Natura morta n. 3, olio su tavola.
- 1950, Margherite, olio su cartone.
- 1951, Trasfigurazione o Gloria in cielo, bozzetto preparatorio, Museo San Nicolò Militello.
- 1952, Il reduce, olio su tavola.
- 1952, Ritratto, olio su cartone.
- 1952, Nella, olio su tela, Museo Civico Militello.
- 1952, Autoritratto, olio su masonite, Museo Civico "Sebastiano Guzzone" Militello.
- 1952, Fiori e tavolozza, olio su cartone.
- 1952, Papaveri, olio su tela.
- 1952, Anemoni, olio su tela.
- 1953, Luciana, olio su masonite.
- 1954, Lettura, ritratto della moglie, mentre legge sdraiata sul letto, olio.
- 1955, Autoritratto, disegno.
- 1955, Autoritratto, olio su masonite.
- 1955, Paesaggio etneo n. 2, olio su masonite.
- 1955, Paesaggio etneo n. 3, olio su masonite.
- 1955, Paesaggio etneo n. 4, olio su masonite.
- 1955, Paesaggio etneo n. 5, olio su masonite.
- 1955, Chiesa del Borgo, olio su tela.
- 1955, Zafferana, olio su masonite.
- 1955, Carmela, olio su masonite.
- 1955, Ritratto di ragazza con cesto di frutta, olio.
- Giuseppe Barone, Autoritratto, 1952, Museo civico "Sebastiano Guzzone" Militello.